# Nyodes vigrinis
Nyodes vigrinis là một loài bướm đêm trong họ Noctuidae.